# École de Wessobrunn
L'École de Wessobrunn désigne le groupe de stucateurs qui, à partir de la fin du XVIIe siècle, a travaillé et étudié la technique à l'abbaye bénédictine de Wessobrunn, en Haute-Bavière. On connaît plus de 600 stucateurs sortis de cette école dont l'influence, majeure, s'est répandue dans toute l'Allemagne du Sud au XVIIIe siècle. L'appellation « École de Wessobrunn » est apparue pour la première fois en 1888 chez les historiens de l'art Gustav von Bezold et Georg Hager.

## Représentants principaux
Les représentants les plus importants sont Johann Baptist Zimmermann et Dominikus Zimmermann, les familles de Schmuzer et Feichtmayer/Feuchtmayer. Certains ont également travaillé comme architectes, y compris Johann et Joseph Schmuzer et Dominikus Zimmermann. On peut citer aussi Ignaz Finsterwalder et son frère Johann Baptist Finsterwalder, Anton Landes et les familles Gigl, Merck, Rauch, Schaidauf, Übelher, et Zöpf.

## L'école de Wessobrunn
La technique du stuc était déjà connue dans l'Antiquité mais s'est surtout développée pendant la Renaissance italienne. En Allemagne elle est apparue pour la première fois vers 1545 dans le Résidence de Landshut. Un passage dans le « Historico-Topographica Descriptio » de Michael Wenig (1701) suggère que les habitants des villages de Gaispoint et Haid, qui appartenait à l'abbaye de Wessobrunn, travaillaient principalement comme stucateurs et maçons, ce qui impliquerait une tradition de très longue date.
En Bavière, une association entre les maçons et tailleurs de pierre indigènes et les stucateurs italiens s'est développée à la fin du XVIe siècle. C'est au XVIIe siècle que Wessobrun devint l'école de stucateurs la plus importante d'Europe, accueillant des artisans non seulement d'Allemagne du Sud, mais également de France, Pologne, Hongrie, et Russie. Leurs concurrents italiens ne pouvaient pas rivaliser avec eux.
Vers 1750, on observe une diminution générale de l'activité : les grandes églises rococo et de pèlerinage sont construites et décorées. En outre, la « nouvelle vague » d'architecture néoclassique entre 1775 et 1790 a diminué le prestige du stucateur. La « société des stucateurs » fondée en 1783, avait 68 membres ; en 1798, ils n'étaient plus que 27, et en 1864 seulement 9.

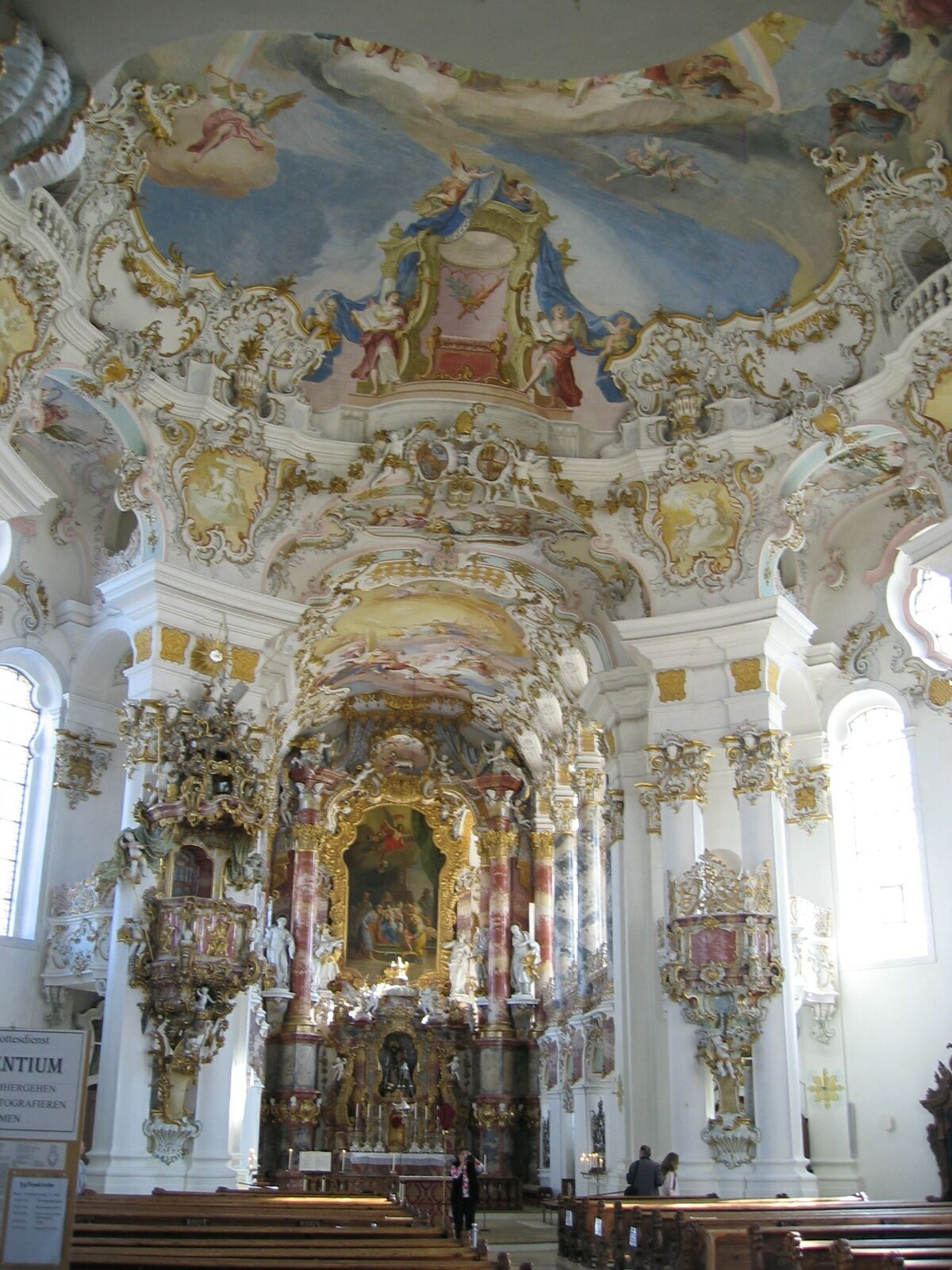
Église de Wies
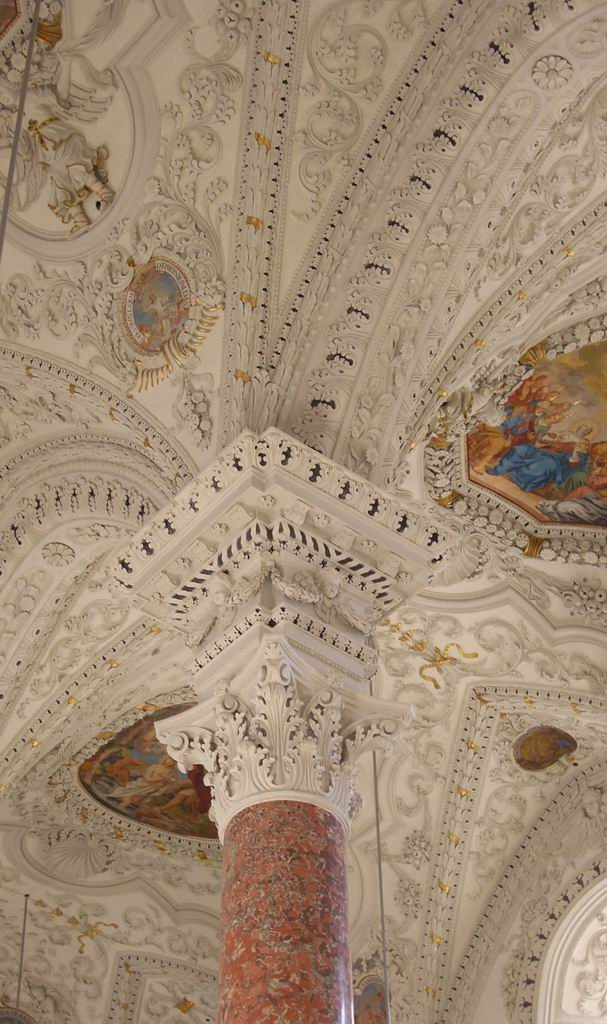
Memmingen
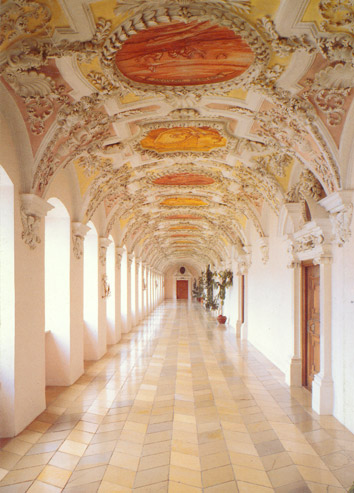
Galerie du monastère de Wessobrunn
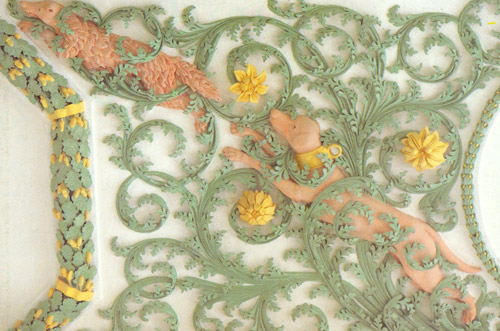
Détail de stuc de Wessobrunn
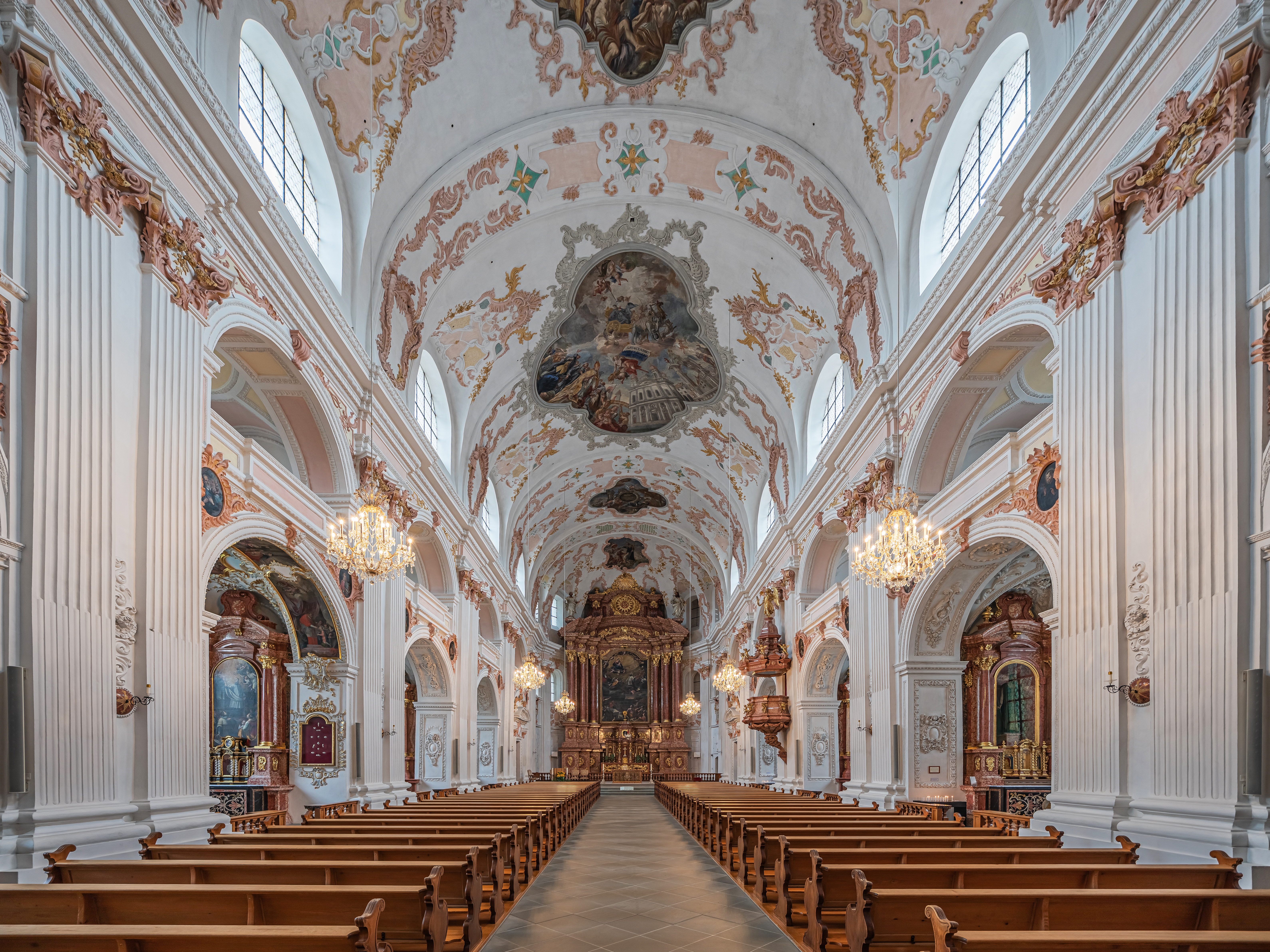
Intérieur de l'église des Jésuites de Lucerne
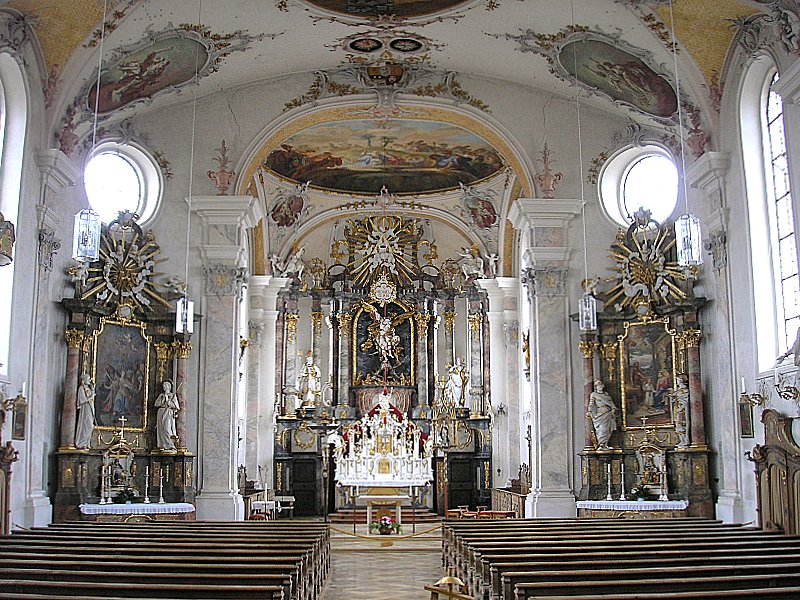
Intérieur de l'église Saint-Michel de Denklingen